# Amédée Hédin
Pour les articles homonymes, voir Hedin (homonymie).

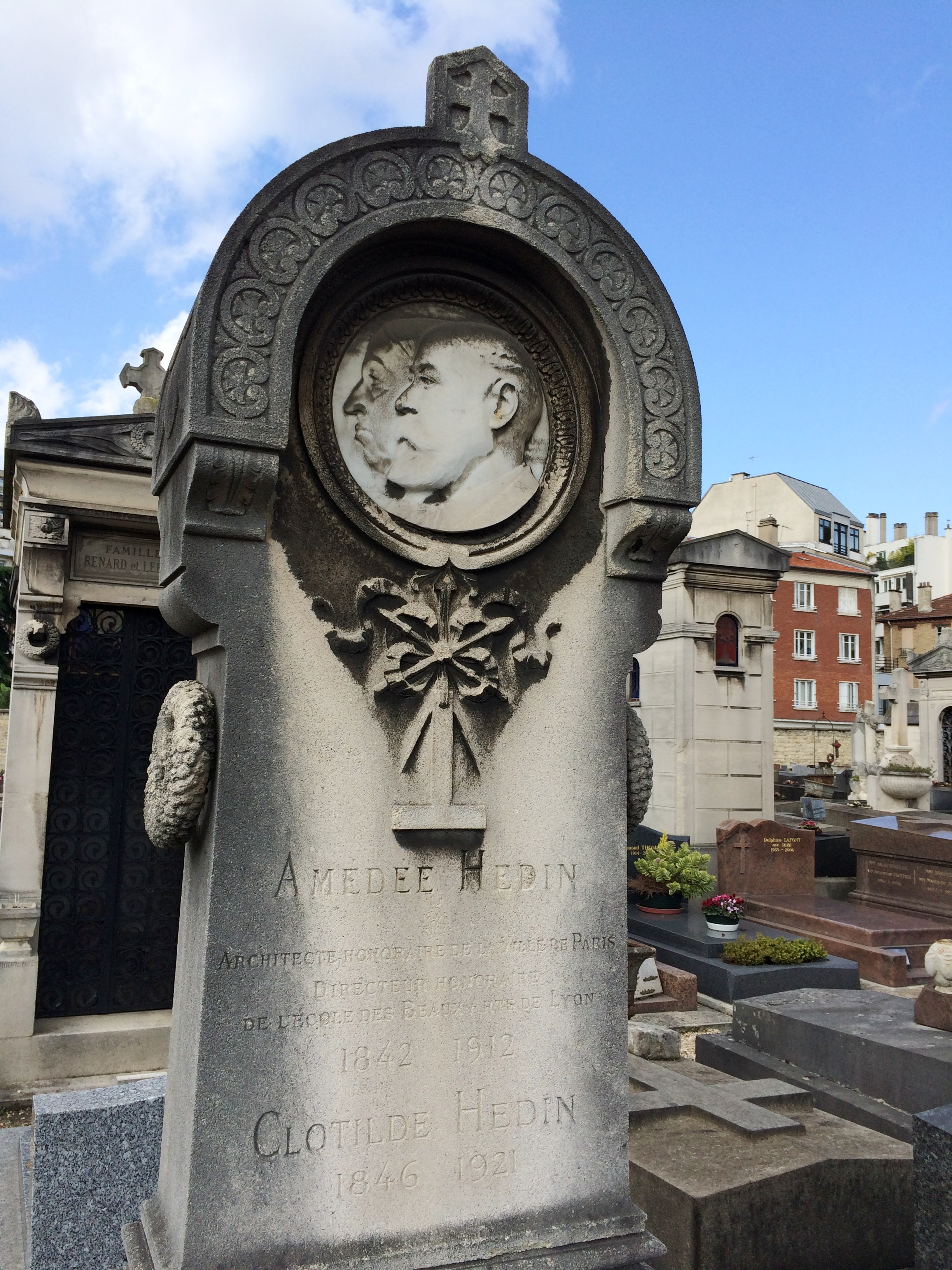
Tombe d'Amédée Hedin au cimetière ancien de Boulogne-Billancourt.

Amédée Hédin, né le 12 septembre 1842 à Alençon et mort le 13 mars 1912  à Paris, est un architecte français.

## Biographie
Amédée Hédin fait ses études au lycée d'Alençon, devient bachelier ès-sciences à Caen en 1860 puis étudiant en médecine à Paris. Il entre à l'école des beaux-arts de Paris de 1862 à 1866, où il suit les cours de Simon-Claude Constant-Dufeux et Joseph Auguste Émile Vaudremer.
Professeur d'ornement à l'école nationale des arts décoratifs de 1872 à 1884 où il devient professeur d'art décoratif à l'École des beaux-arts de Lyon, il en devient directeur de 1885 à 1894.
Il est nommé architecte honoraire de la ville de Paris en 1884.

## Réalisations
Amédée Hédin réalise les travaux d'architecture suivants :
- groupe scolaire, rue Barbanègre à Paris ;
- agrandissement et restauration du château de Boideffre, à Oisseau-le-Petit ;
- église Saint-Pierre d'Alençon.

## Dessins d'architecture
- Volière, graphite, plume, encre noire, et aquarelle, H. 55.7 ; L. 42.6 cm[2]. Paris, Beaux-Arts[3]. Esquisse pour le concours d'émulation de l'ENSBA de 1867.

## Distinctions
Amédée Hédin est officier d'Académie en janvier 1872, officier de l'Instruction publique en juillet 1877 et chevalier de la Légion d'honneur en 1889.